# Dżasztyk Osz
Dżasztyk Osz (kirg. Футбол клубу «Жаштык» Ош) – kirgiski klub piłkarski, mający siedzibę w mieście Osz, w południowo-zachodniej części kraju.

## Historia
Chronologia nazw:
- 1997: Dżasztyk Osz (ros. «Жаштык» Ош)
- 1998: klub rozformowano po fuzji z Ak-Ałtyn Karasuu

Piłkarski klub Dżasztyk został założony w miejscowości Osz w roku 1997. Dżasztyk - oznacza młodość. W 1997 zespół debiutował w Wyższej Lidze, w której zajął 8.miejsce. W 1997 również występował w rozgrywkach o Puchar Kirgistanu, gdzie dotarł do 1/8 finału.
W 1998 klub połączył się z Ak-Ałtyn Karasuu i przyjął nazwę Dżasztyk-Ak-Ałtyn Karasuu.

## Sukcesy

### Trofea międzynarodowe
Nie uczestniczył w rozgrywkach azjatyckich (stan na 31-12-2015).

### Trofea krajowe
| \| \| Zdobyte trofea w rozgrywkach Kirgistanu (stan na: 31-12-2015) \| |                                                               |      |          |
| Rozgrywki                                                              | Osiągnięcie                                                   | Razy | Sezon(y) |
| Mistrzostwo                                                            | I miejsce                                                     | 0    |          |
| Mistrzostwo                                                            | II miejsce                                                    | 0    |          |
| Mistrzostwo                                                            | III miejsce                                                   | 0    |          |
| Mistrzostwo                                                            | 8.miejsce                                                     | 1    | 1997     |
| Puchar                                                                 | zdobywca                                                      | 0    |          |
| Puchar                                                                 | finalista                                                     | 0    |          |
| Puchar                                                                 | 1/8 finału                                                    | 1    | 1997     |
| II liga                                                                | I miejsce                                                     | ?    |          |
| II liga                                                                | II miejsce                                                    | ?    |          |
| II liga                                                                | III miejsce                                                   | ?    |          |
| Kirgistan                                                              | Zdobyte trofea w rozgrywkach Kirgistanu (stan na: 31-12-2015) |      |          |

## Stadion
Klub rozgrywał swoje mecze domowe na stadionie im. Akmatbeka Süjümbajewa w Oszu, który może pomieścić 12000 widzów.